# Valley Girls
"Valley Girls" é o 24º episódio de Gossip Girl, o episódio serviu como piloto de um possível spin-off de Gossip Girl, intitulado Valley Girls. O episódio foi dirigido por Mark Piznarski e escrito por Josh Schwartz e Stephanie Savage (este foi o primeiro episódio da série desde "Much 'I Do' About Nothing" a ser co-escrito por Schwartz). Foi filmado em locações na cidade de Nova York, e em Los Angeles, Califórnia. Referências a elementos da cultura popular dos anos 80 foram fortemente acentuadas no episódio, que os produtores esperavam que superasse a lacuna de gerações entre os personagens e o público. "Valley Girls" foi ao ar pela The CW nos Estados Unidos em 11 de maio de 2009 e foi visto ao vivo por uma audiência de 2,31 milhões de americanos. Embora o episódio tenha recebido críticas geralmente positivas, a série de spin-off não foi escolhida. "Valley Girls" mostra uma visão sobre o misterioso passado da personagem Lily van der Woodsen (interpretada por Kelly Rutherford como adulta e Brittany Snow quando adolescente) através de uma série de flashbacks da sua vida como uma adolescente nos anos 80. No passado, Lily foge de seus pais ricos para viver no Vale de San Fernando com sua irmã Carol Rhodes (Krysten Ritter), a ovelha negra da família. No presente, a filha de Lily, Serena van der Woodsen (Blake Lively) se rebela contra sua mãe enquanto seus colegas se preparam para o baile. O episódio apresenta o elenco principal de Valley Girls como atores convidados.

## Enredo
Em um flashback dos anos 80, Lily Rhodes (Brittany Snow), de 17 anos, é expulsa do internato e foge para Santa Barbara, onde se reencontra com seus pais, Rick (Andrew McCarthy) e CeCe (Cynthia Watros). Depois, ela vai encontrar sua irmã rebelde, Carol (Krysten Ritter). Nos dias atuais, Blair e Nate participam do baile juntos, mas a noite não acaba exatamente como planejado. Enquanto isso, Serena e Lily não estão de acordo sobre a recente campanha de Serena com a lei.

### Recapitulação: Gossip Girl
Lily sai de um carro na delegacia enquanto está dentro, Blair se preocupa com o bem-estar de Serena na cadeia. Nate não pode acreditar que a própria mãe de Serena a tenha preso e então Lily entra na delegacia de polícia para libertá-la. No loft, Dan e Jenny contam a Vanessa sobre a tentativa fracassada de proposta de Rufus. Quando ele entra na sala, eles mudam rapidamente de assunto para o baile de formatura e como estão planejando ignorá-lo. Dan pergunta sobre o investimento e Rufus simplesmente diz que acabou porque Lily mandou prender Serena. Ele então sugere que eles fiquem fora disso e deixem que eles resolvam por conta própria. De volta à delegacia, Lily tem flashbacks de sua própria corrida com a lei em seu caminho para ver Serena. No entanto, quando ela vê Serena, ela descobre que ela ligou para CeCe para salvá-la. No dia seguinte, Lily pergunta a CeCe por que ela ainda está na cidade. CeCe pergunta por que Lily está tão brava com ela e Lily diz que é porque ela contou a Rufus sobre o filho deles. Ela fica na defensiva e diz que Rufus merecia saber. Eric entra e explica que seu filho está morto. Lily então diz que vai levar o café da manhã para Serena na cama para iniciar o processo de cura, mas Eric e CeCe dizem que ela não está em casa. No Waldorf, Blair pergunta a Serena por que ela ainda está na cadeia. Serena explica que a Lily não achava que ela tinha idade suficiente para fazer suas próprias escolhas, então decidiu ficar sozinha. Ela deseja a Blair um bom baile com Nate e eles desligam. Depois, Dorota diz a Blair que as lavanderias arruinaram seu vestido, mas seu vestido substituto chegou de Paris. Blair abre a caixa e fica surpresa ao ver que se parece exatamente com a do álbum de recortes que ela fez quando criança. Enquanto isso, Nate diz a Chuck que a florista não tem mais peônias, sua limusine foi alugada, seu vestido foi arruinado e seu quarto de hotel foi cancelado. Ele pergunta se Chuck sabotou seus planos, mas Chuck jura que não.
No VDW, Lily diz a CeCe que ela quer que ela saia de casa e nunca mais volte. CeCe acusa Lily de culpá-la por todos os seus problemas e Lily informa a CeCe que ela não aceita responsabilidade por nada. CeCe comenta que Carol foi ingrata por seu amor também e não saiu muito bem. Lily responde que de onde ela está atualmente, a vida de Carol não parece tão ruim. Mais tarde, Dan liga para Lily e diz que ele precisa saber o quanto Serena está brava porque ela não está respondendo às mensagens dele. Lily responde que não recebeu suas mensagens porque ainda está na cadeia. Depois que eles desligam, Dan diz a Jenny que ele vai precisar de um vestido para o baile. Na delegacia, Lily vai oficialmente desistir das acusações contra Serena, mas é informado de que ela foi embora. Enquanto isso, baile como começou em Constance. Nate e Blair chegam e são imediatamente recebidos por Penelope, Hazel, Isabel e Nelly. Eles pedem que votem no Rei e na Rainha do Baile, com o que Blair discorda até que ela descubra que haverá uma tiara e que ela e Nate sejam indicados. Os lacaios se afastam e discutem seu plano para sabotar as eleições do baile, então Blair perde a Rainha do Baile para Nelly. No entanto, sem o conhecimento deles, Chuck ouve seus planos. Em um táxi, Dan pede desculpas a Serena por contar a Lily enquanto ela se veste no banco de trás enquanto se dirigem para o baile de formatura. Ele também agradece a ela por deixá-lo ligar para CeCe para resgatá-la e ela agradece a ele por quebrar o ciclo de maus pais. No loft, Lily vai falar com Rufus. Ela explica que nunca quis ser como CeCe e depois pergunta se ele iria propor. Quando ele não responde, ela percebe que não, porque o que ela fez com Serena o fez pensar nela de forma diferente. Rufus diz que ela é imprevisível e quando eles eram jovens, isso era excitante. Lily tem um flashback de uma discussão com a mãe e percebe que está condenada a repetir os erros de CeCe. Ela diz que deveria perdoar Serena por desafiá-la, mas Rufus diz que também deveria perdoar CeCe, mesmo que ela nunca mude. Lily agradece a Rufus pela ajuda e tenta beijá-lo. No entanto, ele se esquiva do beijo e diz que, embora esteja feliz por poderem conversar, ele não tem certeza sobre tudo.
No baile de formatura, Serena e Dan chegam e cumprimentam Blair. Quando ela sai, Dan admite que a configuração do baile é bem legal. Serena pede para ele dançar com ela. Ele aceita e eles vão para o meio da pista de dança. Não muito depois, Blair grita com Chuck e o acusa de sabotar a votação do baile porque ela o viu com um monte de papéis com o nome de Nelly marcado. Ela também acrescenta que ele sabotou todo o resto e ele não diz nada. Penelope então entra no palco e está prestes a anunciar Prom King e Queen. Ela abre o envelope trazido a ela e não está satisfeita em anunciar que os vencedores são Blair e Nate. Na platéia, Nelly murmura que isso é impossível quando Blair e Nate vão para o palco. Enquanto eles sobem, Dan se pergunta quem ainda votou em Blair para ganhar. Chuck revela que sim, muitas vezes, e não colocou as cédulas de Nelly porque as tirou. Ele também diz que ele sabotou seu corpete porque o vestido parece melhor sem ele e ele reservou a cobertura no The Plaza para ela e Nate para garantir que ela teve uma noite perfeita. Enquanto isso, Lily pára Cece antes de sair do hotel. Lily diz que a ama, apesar das coisas que ela fez ao longo de sua vida. Ela também diz que ela perdoa e os dois se abraçam. De volta ao baile, Nate e Blair dançam lentamente. Ela admite que se sente triste apesar de ser o suposto melhor dia do ensino médio. Ela também diz que sente que algo está acabando e ela tem que ir ao baile com Nate, algo que ela quer desde os doze anos. Ele pergunta por que ela está falando no passado e ela apenas pede a ele para segurá-la até que a música termine. Eles se beijam uma última vez e continuam dançando. Depois, Serena encontra Blair sentada sozinha do lado de fora. Blair diz que ela e Nate se separaram porque ele se sente como seu namorado do ensino médio. Serena diz que apesar de estar na cadeia, ela teve uma boa noite porque ela e Dan inventaram e agora ela sabe que a Lily fez o que ela fez por amor. Eles percebem que sobreviveram à infância, suas mães, garotas malvadas, namorado, colegial juntos e que são irmãs por toda a vida. Enquanto isso, Lily volta para casa em seu carro e recebe um texto de Serena, se desculpando. Ela sorri e olha pela janela enquanto reflete sobre sua vida e o que vem a seguir.

### Recapitulação: Valley Girls
Em 1983, Lily dirige um carro ao longo da costa de Malibu, Califórnia. Ela pára em um posto de gasolina onde ela chama seu pai, Rick Rhodes, como seu escritório na Rhodes Records. Depois que ela o chama ao telefone, ela o convida para almoçar, já que ela está em Los Angeles. Ele pergunta por que ela não está em Santa Bárbara na escola, mas ela ignora sua pergunta e diz que vai encontrá-lo em seu restaurante favorito. Depois que ela desliga, ela examina a carta de seu internato notificando seus pais sobre sua expulsão. No restaurante, Lily chega e se senta com Rick. Ela admite que o Natal era estranho sem ele e ele ri antes de dizer que sente muito por não poder estar lá. Antes que ela possa dizer algo sobre ser expulsa da escola, ele revela que já sabe. Lily pergunta como ele sabia e ele admite que CeCe disse a ele. Naquele momento, CeCe chega e se senta à mesa. Ela e Rick cumprimentam-se friamente antes que ela informe a Lily que Rick convenceu a escola a deixá-la entrar. Chocada, Lily diz que queria ser expulsa porque quer estar perto de seu pai. Ela se preocupa que, quando crescer, não fará mais parte de sua vida, e ele garante que isso nunca acontecerá. Ele também diz que está ocupado demais com o trabalho para ser pai dela e que precisa sair da cidade a negócios naquela noite. Ele a beija e se despede. Ela corre atrás dele e ele diz a ela que ela precisa ficar fora da cidade para que ela não saia como sua irmã, Carol. Lily diz que concorda que ela não deveria ser como Carol, mas ela não vai porque não almeja a necessidade de seguir seu próprio caminho. O carro de Rick é então levado para a frente pelo manobrista e ele sai, prometendo ligar para ela quando estiver em casa. CeCe sai do restaurante e diz que é hora de ir para casa. Lily diz que vai segui-la de volta e eles entram em seus carros separados. No entanto, CeCe dirige em uma direção enquanto Lily dirige na outra.
Em Los Angeles, Lily visita o restaurante onde Carol trabalha. Ela bate em um ajudante de garçom e rudemente diz a ele para ver onde ele está indo. Ele diz a ela que ele não vê a semelhança entre ela e Carol, e ela pede desculpas por ser rude. Ela fala sobre seu dia e se preocupa que ela terá que se tornar uma prostituta. O menino sorri e se apresenta como Owen. Ele diz que há um show acontecendo naquela noite em que Carol poderia estar e ele pede para ela ir com ele. Ela hesita antes de concordar em ir. Ela diz que tem que trocar de roupa primeiro e ele mostra o armário de Carol, que é preenchido com diferentes tipos de roupas que ela faz em testes. Lily percebe fotos dentro e percebe o quanto Carol mudou. No entanto, ela vê uma foto de quando ela e Carol ainda moravam em Nova York e fugiram para patinar no gelo. Ela relembra antes de Owen voltar para terminar seu turno. Quando ele vai embora, ela experimenta vários dos trajes de Carol antes de finalmente se decidir por um. Depois que Owen termina o trabalho, ele vai pegar Lily e fica surpreso com a aparência dela. Ela faz uma rachadura sobre ele se apaixonar por ela e ele apenas ri. Eles então vão para o show, e Owen é cumprimentado por um cara que diz que tem um plano para fazer as coisas certas para a sua dama, já que alguém a atrapalhou. Lily pergunta quem é sua dama até que Carol corre e diz que eles precisam ir embora imediatamente. Eles surpreendentemente cumprimentam uns aos outros e Carol pergunta o que ela está fazendo em Los Angeles. Lily responde que ela precisa falar com ela sobre algo importante e Carol diz que eles têm que fazer algo que não pode esperar antes que ela possa ouvir e ajudar. Eles fazem planos para conversar no carro e deixar o show. Em outro lugar, Lily pergunta a Carol o que aconteceu com o BMW CeCe e Rick deu a ela. Carol explica que ela vendeu para um cara com uma ideia para um fanny pack. Lily admite que sua vida não é o que ela descreveu porque ela disse que está fazendo isso. Carol diz que ela está fazendo isso e é isso que parece antes de você realmente ter sucesso. Ela explica que tudo vai mudar uma vez que eles tenham seu videoclipe na MTV, porque isso significa exposição nacional. Ela acrescenta que sua banda é ótima e Lily pergunta por que ela não deu sua demo para Rick se a banda é tão boa. Carol diz que não quer envolver seus pais, então liga a música para dizer a Lily em voz baixa para não dizer às pessoas que elas vêm de uma família rica. Lily pergunta por que e Carol diz que o dinheiro vem com amarras porque as pessoas vão tratá-lo de forma diferente. Lily discorda e diz que as pessoas te tratam melhor. Carol acusa-a de agir como CeCe e Lily argumenta que ela faz porque sua mãe é a única influência feminina que ela tem desde que Carol desistiu. Owen se inclina para a frente e diz que acha que eles estão lá.
Lily descobre que eles estão planejando quebrar uma festa em casa que os envolve rastejando pela janela do armário. Carol explica que o diretor de seu videoclipe aceitou seu pagamento, mas depois aumentou sua taxa e agora está mantendo o vídeo como refém até que ele lhe dê mais. Lily faz uma rachadura sobre seu investimento na matilha e Carol responde que ela pode ficar para trás enquanto todos vão para a festa, já que ela adora seguir as regras. Quando ela vai embora, Lily pergunta a Owen se não querer invadir uma casa significa que ela é uma das melhores sapatonas e ele responde que isso significa que ela não é a vida da festa. Ela pergunta onde está o bar e eles descem juntos. Depois, Carol olha para Lily se divertindo com Owen e sorri para si mesma. Do lado de fora, Carol confronta o diretor; Keith van der Woodsen. Ele diz a ela que ela parece incrível, mas ela só pergunta sobre o vídeo. Ele admite que só aumentou a taxa para que ela ligasse para ele e eles pudessem conversar. Ela responde que ele tem uma namorada e não há nada a dizer. Dentro, Lily tenta encorajar Owen a dançar com ela. Enquanto eles dançam, um cara bate nela e ela é empurrada para os braços de Owen. Ele diz que ela está totalmente apaixonada por ele, zombando de seu discurso de antes, e quando eles estão prestes a se beijar, um estrondo vem de fora. Eles saem e veem Carol discutindo com Keith. Ele diz a ela que ela pode pagar em dinheiro ou fazer alguma coisa com ele no sábado. Keith então diz a todos que Carol dormiu com ele, e Lily pergunta se ela realmente fez. Carol admite que ela fez, mas não sabia que ele tinha uma namorada e que ela terminou quando descobriu. Ela continua dizendo que a Lily provavelmente acha que deveria pedir dinheiro aos pais, mas ela não vai, já que ela descobrirá outra coisa. Ela promete que está tudo bem e Lily diz que não é. Ela vai até Keith e diz a ele que ninguém os trata dessa maneira. Ele responde que eles chamaram a polícia porque eles estão invadindo. Enquanto eles estão indo embora, a namorada de Keith, Veronica, faz uma brecha sobre eles serem lixo do vale. Keith diz às garotas para não brigarem por ele e depois é socado pelo amigo de Carol, Shep. Como eles fogem, Owen fica preso em lutar contra vários outros caras e lida com eles até que ele é agarrado por um. Sem saber o que fazer desde que Carol correu, Lily pula nas costas do cara e bate nele com sua bolsa, gritando para ele deixar Owen sozinho.
Lily e Owen são presos e passam a noite na cadeia. Na manhã seguinte, Lily chama CeCe para pedir ajuda. No entanto, CeCe está furiosa e grita com ela por telefone sobre como ela está arruinando o estilo de vida luxuoso que ela planejou para ela. Lily diz que precisa de espaço para descobrir seu próprio caminho, mas CeCe diz que está entrando no carro para afastá-la da influência de Carol. Sem o conhecimento de Lily, Carol ouve o telefonema e pega o telefone da Lily. Ela informa a CeCe que Lily vai ficar com ela por um tempo e desliga o telefone. Eles então deixam a prisão e Carol revela que ela vendeu seu carro para salvar Lily da cadeia. Lily se pergunta como elas vão ficar e Carol explica que elas vão pegar o ônibus. Elas embarcam e fogem enquanto Lily contempla o que vem a seguir em sua vida.

## Trilha sonora
- Prom Theme por Fountains of Wayne
- Mirror In the Bathroom por The English Beat
- Destination Unknown por Missing Persons
- I Want a New Drug por Huey Lewis & The News
- Dancing With Myself por Billy Idol & Generation X
- Stand and Deliver por No Doubt
- Blue Monday por New Order
- The Safety Dance por Men Without Hats
- Just Can't Get Enough por Depeche Mode
- Doot-Doot por Freur
- I Melt With You por Modern English
- 52 Girls por The B-52s
- I Hate the Rich por The Dils

## Produção
"Valley Girls" também é um episódio de Gossip Girl e o episódio piloto de Valley Girls, um possível spin-off de Gossip Girl. A série iria narrar a vida de Lily Rhodes, enquanto frequentava o ensino médio e morava com Carol em Los Angeles na década de 1980.
A discussão sobre um spin-off de Gossip Girl começou em 2008. Apesar de acreditar que o projeto era "improvável", os executivos da série exploraram conceitos potenciais, incluindo uma adaptação do spin-off da série de livros de Gossip Girl, The It Girl. No entanto, eles achavam que o mundo de The It Girl, centrado na permanência da personagem Jenny Humphrey no internato, era pequeno demais e insular para sustentar uma série de televisão. Eles também estavam preocupados em interromper a química de Gossip Girl, tirando qualquer um dos membros do elenco do programa. Em dezembro de 2009, a revista Variety informou que, embora o "spin-off de Gossip Girl [ainda] estivesse nos primeiros estágios de desenvolvimento", a The CW havia começado a considerar a possibilidade de fazer um piloto de backdoor. Tal piloto permitiria à empresa avaliar o interesse do espectador em um spin-off enquanto economizasse dinheiro.